# Grinduga naturreservat
Grinduga naturreservat är ett naturreservat i Gävle kommun i Gävleborgs län.
Området är naturskyddat sedan 2019 och är 23 hektar stort. Reservatet ligger sydväst om Furuvik väster om sjön  Trösken och består av slåttermarker, små åkrar, fägator och betad skog. 